# FK 다우가바 리가
FK 다우가바 리가는 라트비아의 수도인 리가를 연고로 하는 축구 클럽이다. 현재 비르스리가에 소속되어 있다. 2003년부터 2009년까지 FK 위르말라라는 이름을 사용했으며, 2010년에는 팀 명칭을 FK 위르말라-VV로 변경하였고, 2012년 3월에 현재의 이름으로 변경되었다.

## 경기장
FK 다우가바 리가의 홈 구장은 다우가바 경기장이다. 1958년에 개장했으며 축구와 육상 경기가 열리는 다목적 경기장이다. 1990년 7월 까지는 10,000명 이상을 수용할 수 있었으나 폭파 사고로 인하여 현재는 5000명 이상을 수용할 수 있다. 2000년 스콘토 경기장이 개장되기 전까지 라트비아 축구 국가대표팀의 홈구장으로 사용되었다. 또한 이 곳에서 라트비아 노래-춤 축제가 열리기도 한다.